# Дэвис, Шани
Шани Дэвис (англ. Shani Davis; род. 13 августа 1982 года в Чикаго) — американский конькобежец, двукратный олимпийский чемпион на дистанции 1000 метров (2006, 2010), двукратный серебряный призёр Игр на дистанции 1500 метров (2006, 2010). Восьмикратный чемпион мира на отдельных дистанциях (второе место среди мужчин в истории после Свена Крамера), двукратный чемпион мира в классическом многоборье и чемпион мира в спринтерском многоборье (один из двух мужчин в истории, выигравших чемпионаты мира и в классическом, и в спринтерском многоборье наряду с Эриком Хейденом).
Бронзовый призёр чемпионата мира 2005 года по шорт-треку в эстафете, многократный чемпион США.
Шани первый темнокожий конькобежец в истории, завоевавший золотую медаль на Олимпиаде и пятый олимпийский темнокожий медалист в конькобежном спорте. Бывший лидер в конькобежном рейтинге Adelskalender, по состоянию на март 2019 года занимает втрое место.

## Рекорды мира
Шани Дэвис неоднократно устанавливал рекорды мира на 1000 и 1500 метров, а также по сумме классического многоборья. По состоянию на 9 декабря 2017 года являлся действующим рекордсменом в беге на 1000 метров и в классическом многоборье.

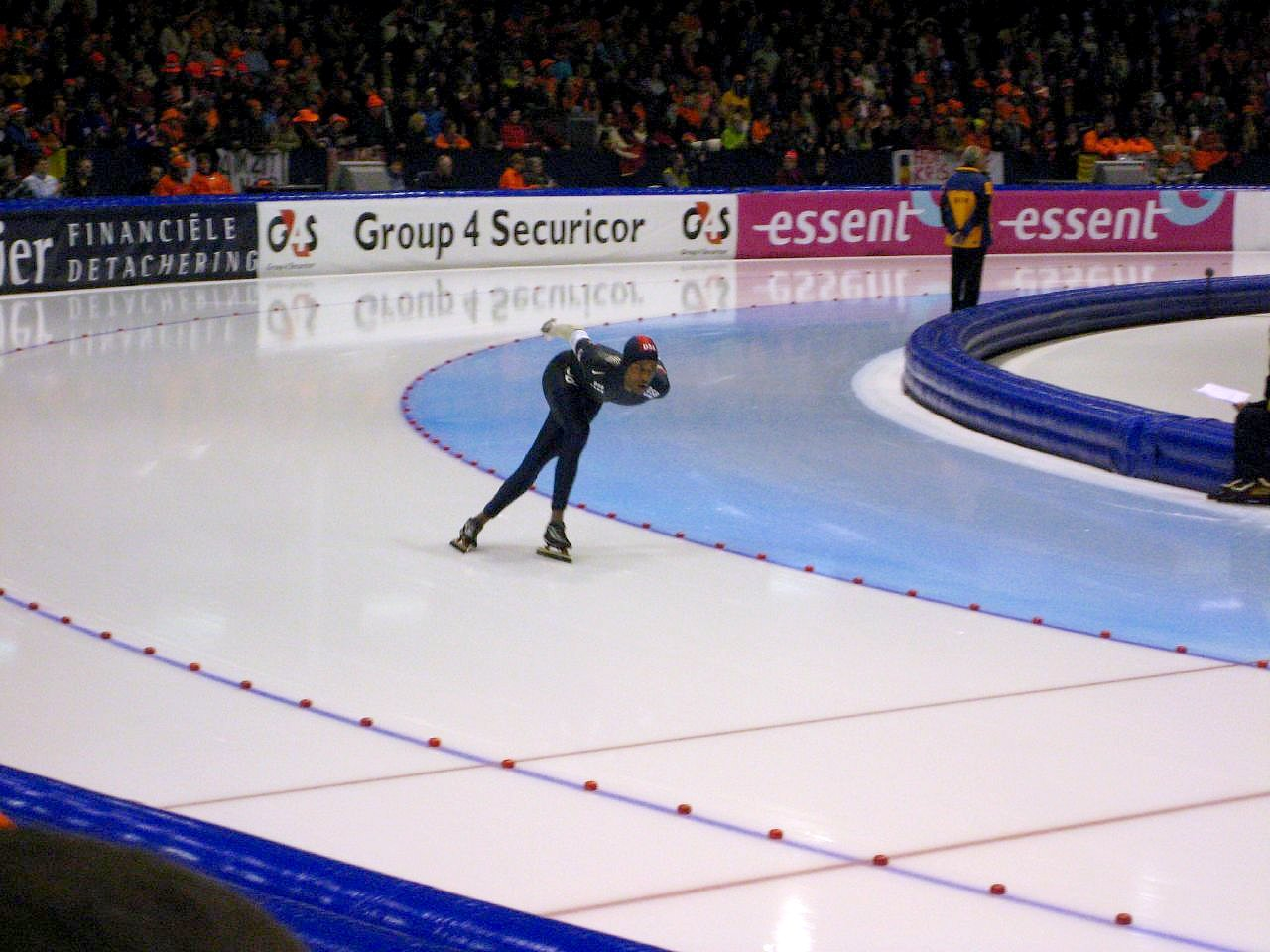
Шани на льду катка Тиалф, Херенвен

| № | Дисциплина              | Результат | Дата            | Место          | Побит           |
| - | ----------------------- | --------- | --------------- | -------------- | --------------- |
| 1 | 1500 м                  | 1.43,33   | 9 января 2005   | Солт-Лейк-Сити | 18 ноября 2005  |
| 2 | Классическое многоборье | 149,359   | 9 января 2005   | Солт-Лейк-Сити | 22 января 2006  |
| 3 | 1000 м                  | 1.07,03   | 20 ноября 2005  | Солт-Лейк-Сити | 10 ноября 2007  |
| 4 | 1500 м                  | 1.42,68   | 19 марта 2006   | Калгари        | 4 марта 2007    |
| 5 | Классическое многоборье | 145,742   | 19 марта 2006   | Солт-Лейк-Сити | —               |
| 6 | 1500 м                  | 1.42,32   | 4 марта 2007    | Калгари        | 14 марта 2008   |
| 7 | 1500 м                  | 1.41,80   | 6 марта 2009    | Солт-Лейк-Сити | 11 декабря 2009 |
| 8 | 1000 м                  | 1.06,42   | 7 марта 2009    | Солт-Лейк-Сити | —               |
| 9 | 1500 м                  | 1.41,04   | 11 декабря 2009 | Солт-Лейк-Сити | 9 декабря 2017  |